# Diocesi di Curi
La diocesi di Curi (in latino Dioecesis Curensis seu Sancti Anthimi) è una sede soppressa della Chiesa cattolica. Con il titolo di Passo Corese (in latino: Cures Sabinorum) è dal 1968 una sede titolare della Chiesa cattolica.

## Storia
Cures Sabini, o più semplicemente Cures o Curi, è un'antica città della Sabina laziale, la più importante della regione, che fu sede episcopale tra il V ed il VI secolo.
La tradizione ricorda in modo particolare la figura di sant'Antimo tra i fondatori della chiesa di Curi: la stessa sede verrà ricordata come dioecesis Sancti Anthimi e nel monastero dedicato a questo santo i vescovi porranno la loro residenza.
Il primo vescovo noto di Curi è Tiberio, episcopus Curium Sabinorum, che prese parte al concilio romano indetto da papa Ilario nel 465 nella basilica di Santa Maria Maggiore e dove furono stabilite norme sulle ordinazioni episcopali e sulle nomine dei vescovi.
Il successivo vescovo è Felicissimo, che nel 487 partecipò al concilio romano indetto da papa Felice III nella basilica lateranense per discutere della disciplina da adottare nei confronti dei vescovi e del clero che avevano abiurato la fede cattolica; il suo nome è associato ad una decretale dello stesso papa dell'anno successivo, in cui vengono affrontati i casi dei cristiani che hanno ricevuto dagli ariani un secondo battesimo. Nella lista delle presenze, Pietro è menzionato come episcopus Sabinensis, ma, per la contemporanea presenza degli altri due vescovi della Sabina, Cipriano di Nomento e Asterio di Forum Novum, Pietro non può che essere vescovo di Cures Sabini.
Sul finire del V secolo la sede di Curi era governata dal vescovo Dulcizio, documentato in diverse occasioni. Come episcopus ecclesiae Sabinensium, fu tra i padri del concilio romano indetto da papa Simmaco il 1º marzo 499 nella basilica vaticana per regolamentare le elezioni pontificie dopo lo scisma del 498, che portò alla duplice elezione di Simmaco e di Laurenzio. Un vescovo Dulcizio, fu presente ai concili simmachiani del 501 e del 502: in quello detto "palmare" del 25 ottobre si firmò come episcopus ecclesiae sancti Anthimi, mentre in quello del 6 novembre non è indicata la sua sede di appartenenza. Infine, nel concilio indetto da papa Gelasio I nel 495 prese parte un vescovo Dulcizio, ma gli atti conciliari non indicano la sua sede di appartenenza; potrebbe tuttavia trattarsi del medesimo personaggio.
Un vescovo di nome Giuliano è menzionato nei Dialoghi di papa Gregorio I. Secondo il racconto del pontefice, Giuliano fu dapprima defensor della Chiesa romana ed in seguito divenne vescovo di una diocesi della Sabina (Sabinensi ecclesiae postmodum in episcopum), verosimilmente di Curi, in un'epoca imprecisa del VI secolo, ma sicuramente prima del 593/594, anno di stesura dei Dialoghi e dove si parla di Giuliano come già deceduto.
Molti autori, tra cui Ughelli e Lanzoni, attribuiscono a Curi il vescovo Bono, che prima del 21 marzo 559, fu destinatario di una lettera di papa Pelagio I (556-561), nella quale il pontefice ordinava a Bono di consacrare suddiacono Ruffino, monaco della sua diocesi, e di inviarlo a Roma per la consacrazione sacerdotale; Ruffino era stato richiesto dal consilarius Teodoro per la basilica sancti Laurentii, di sua proprietà e sita nel territorio della diocesi di Bono. Incerta tuttavia è l'attribuzione di Bono alla diocesi di Curi, per le diverse varianti riportate dai manoscritti, che hanno sia episcopus Savinatis, ossia di Sabina, che episcopus Gavinatis, e cioè la diocesi di Gabi sulla via Prenestina.
Tra i vescovi della Sabina Ughelli aggiunge anche Lorenzo, fondatore dell'abbazia di Farfa in base ad un privilegio concesso da papa Giovanni VII nel 705. Secondo una cronaca anonima sulla costruzione dell'abbazia (circa IX secolo) e secondo il Chronicon farfense di Gregorio di Catino (XII secolo), Lorenzo era originario della Siria e giunto a Roma fu inviato come vescovo in Sabina; dopo aver rinunciato al suo incarico, si ritirò a vita monastica e fondò l'abbazia. Secondo Lanzoni, «il suo episcopato sabinese non è punto sicuro».
Con la lettera Postquam hostilis databile a gennaio 593 e scritta al vescovo Grazioso di Nomento, Gregorio Magno soppresse la diocesi di Curi, probabilmente a causa delle devastazioni operate dai Longobardi, e la unì alla diocesi nomentana. Il titolo di "vescovo di Sabina" (episcopus Sabinensis) venne ereditato dai vescovi di Forum Novum già a partire dal VII secolo.
Dal 1968 Curi è annoverata tra le sedi vescovili titolari della Chiesa cattolica con il nome di Passo Corese; dal 27 settembre 2021 il vescovo titolare è Michele Autuoro, vescovo ausiliare di Napoli.

## Cronotassi

### Vescovi
- Tiberio † (menzionato nel 465)
- Felicissimo † (menzionato nel 487)
- Dulcizio † (prima del 495 ? - dopo il 502)
- Giuliano † (VI secolo)
- Lorenzo ? †
- Bono ? † (menzionato nel 559)

### Vescovi titolari
- Manuel Samaniego Barriga † (30 aprile 1969 - 11 gennaio 1971 nominato vescovo di Ciudad Altamirano)
- Augusto Beuzeville Ferro † (12 aprile 1973 - 12 agosto 2004 deceduto)
- Juan de Dios Hernández Ruiz, S.I. (3 dicembre 2005 - 5 giugno 2019 nominato vescovo di Pinar del Río)
- Enrico Feroci (30 ottobre 2020 - 28 novembre 2020 nominato cardinale diacono di Santa Maria del Divino Amore a Castel di Leva)
- Michele Autuoro, dal 27 settembre 2021